# Сакя
Сакя (Сакяпа) (Тибетски: ས་སྐྱ་, wylie: Sa skya, „сива земя“) е една от четирите главни школи на Тибетския будизъм, наред с Нингма, Кагю, и Гелуг. Тя е една от т.нар. стари или Червеношапкови школи заедно с Нингма и Кагю и в същото време се числи към новите преводи (тиб. Сарма) от повторния пренос на ученията от Индия. Учителите от традицията Сакя са известни като „Притежателите на всички Учения“ поради съхраняването през хилядолетната история на огромен брой учения. Най-известен сред четиридесет и единия пазителите на трона на Сакя е великия Сакя Пандита (1182 – 1251), чието тяло носело основните и второстепенни знаци на Буда.

## Произход
Името Сакя (Сакяпа) („сива земя“) произлиза от уникалния сив пейзаж на Хълмовете Понпори в южната част на Тибет близо до Шигадзе. Там бил построен манастира Сакя, който бил първи манастир на тази традиция и основно седалище на тази будистка школа. През 1073 година бил построен от Кьон Кончог Гялпо.
Традицията Сакя се развива през втория период на така наречените Нови Преводи от будисткия писмен език Санскрит през късния 11 век. Той била основана от Дрогми Лоцава, един от големите учени и преводачи (тиб. Лоцава), обучаван двадесет години в университета Викрамашила пряко под ръководството на Наропа, Ратнакарашанти, Вагишвакирти и други велики пандити на Индия.
Кончог Гялпо става ученик на Дрогми по съвет на своя по-възрастен брат.
Сакя била създадена от „Петте Почитани върховни Учители“, започвайки с внука на Кончог Гялпо, Кунга Нйингпо, който става известен като Сачен (съкратено от Сакяпа Ченпо - „Великия Сакяпа“):
- Сачен Кунга Нйингпо
- Сонам Цено
- Драгпа Гялцен
- Сакя Пандита
- Чогял Пакпа

Будон Ринчендуб (1290 – 1364) бил важен учен и книжовник, един от най-прочутите историци на Тибет. Други знаменити учени от традицията Сакя били така наречените „Шест Украшения на Тибет:“
- Яктук Сангиеи Пал
- Ронгтон Шега Кунриг
- Нгорчен Кунга Зангпо
- Зонга Кунга Намгиел
- Горампа Сонам Сенге
- Шакия Чокден

Трона на школата Сакя се предава по наследство между мъжките наследници на клона Сакя в семейството Кьон.

## Учения
Сачен, първият от първите върховни учители, наследили богатството на тантрическите учения от многобройните тибетски преводачи или лоцави, които са посетили Индия: най-важните Дрогми Лоцава, Бари Лоцава и Мал Лоцава. От Дрогми идва най-великото учение на Сакя, системата Ламдрé или „Пътя и неговият плод“, произтичащи от махасидха Вирупа, основана върху Хеваджра тантра. Мал Лоцава представя Сакя като езотерична Ваджрайогини духовна линия, известна като „Наро Кхачома.“ От Бари Лоцава идват многобройните езотерични практики, най-ранните от които са цикълът от практики, известен като Стоте садхани. Други основни приемствености, които оформят част от духовната учебна програма на Сакя, включват циклите Ваджракилая, Махакала и Гухясамаджа.
Четвъртият държател на Сакя, Сакя Пандита, който бил прочут заради своята изключителна начетеност, съставил много важни и влиятелни текстове върху сутра и тантра, включително, Изясняване на мисълта на мъдреца и Различаването на трите обета.
Основната Дхарма система на школата Сакя е Пътят и неговият резултат, който е разделен на две основни линии, които са Обяснение за събранието и Обяснение за близките ученици.
Друга главна система на школата Сакя е Наропа Кечари обяснение за учениците.

## Подшколи
С течение на времето се появяват две подшколи в рамките на основната линия Сакя:
- Нгор, основана в Цанг от Нгорчен Кунга Сангпо (1382 – 1457). Подшколата Нгор е съсредоточена около манастира Нгор Евам Чоден. Повечето, ако не всички манастири в Индия са Нгорпа, отличаващи се от манастира Сакя Тризин.
- Цар, основана от Царчен Лосал Гямцо (1496 – 1560 или 1502 – 1556).

Съществуват три манастири – „майка“ на школата Сакя: манастирът Сакя, основан през 1073 година, Нгор Евам Чоден, основан през 1429 година и Пханиул Неландра в Панюл, в южната част на Лхаса, основан през 1435 година от Кунчен Ронгтен. Налендра се превръща в дом на „прошепнатата линия“ на подшколата Цар.

## Феодално управление на Тибет
През 1264 година феодалното царуване над Тибет е дадено на Пагпа от монголския император Кубилай хан. Сакя ламите продължили да служат като вицекрале на Тибет в интерес на императорите от Юан в продължение на 75 години след смъртта на Пагпа (1280), и те били както следва.
- Пагпа 1253 – 1280
- Дхармапала Ракшита 1280 – 1282, d. 1287
- Джамянг Ринчен Гялцен 1286 – 1303
- Зангпо Пал 1306 – 1323
- Кхацун Намка Лекпа Гялцен 1325 – 1341
- Джамянг Донйо Гялцен 1341 – 1344
- Лама Дампа Сонам Лотро Гялцен 1344 – 1347
- Лотро Гялцен 1347 – 1365

## Сакя днес
Държателят на школата Сакя, известен като Сакя Тризин („държателя на трона на Сакя“), e винаги сред наследниците по мъжката линия на семейство Кьон. Настоящият, четиридесет и първи по ред Сакя Тризин, Нгаванг Кунга Тегчен Палбар Сампел Ванги Гялпо е роден в Цедонг през 1945 година. 41-вият Сакя Тризин е въплъщение на двама велики тибетски учители: лама Нингмапа, известен като Апонг Тертон (Орджиен Тринлей Лингпа), който е прочут заради своя цикъл на Червената Тара, и на своя дядо, 39-ия Кябгон Сакя Тризин Дхагтшул Тринлей Ринчен (1871 – 1936). Днес той живее в Раджпур, Индия заедно със съпругата си, Дагмо Таши Лхакий, и двамата си синове: Ратна Ваджра Ринпоче и Гяна Ваджра Ринпоче. По-възрастният от тях, Ратна Ваджра Ринпоче е носител на линията и е женен за Дагмо Калден Дункий Сакя, а Гяна Ваджра Ринпоче е женен за Дагмо Сонам Палкий Сакя.
От лидерството на Кьон Кончок Гялпо (1034 – 1102) насетне по традиция ролята на държател на линията се наследява последователно от два клона на династията. Под-династията Дучо на Сакя преживява разделянето на два двореца, Долма Подранг и Пунцок Подранг. Сакя Тризин е глава на Долма Подранг. Н.С. Жигдал Дагчен Сакя (р. 1929) е глава на Пунцок Подранг, и живее в Сиатъл, Вашингтон, където съосновава Сакя манастир на тибетския будизъм с Дедзунг Ринпоче III, и построява първия манастир в Съединените щати. Бащата на Дагчен Сакя е предишният Сакя Тризин, Тригчен Нгаванг Тхутоб Вангчук, носител на линията Сакя, и майка му Дечен Долма. Дагчен Сакя е женен за Нейно Високопреосвещенство Дагмо Джамянг Кушо Сакя; те имат петима синове, и няколко внуци.

## Движението Риме
През 19 век великия Сакя Учител и тертон Джамянг Кхиенце Уангпо, известния Кагю учител Джамгон Конгтрул Лодро Тайе и важният Нйингма тертон Орджиен Чогюр Лингпа основават движението Риме за събирането на всички учения на всички школи, за да се преодолее разделението между приемственостите на различните тибетски будистки традиции, тяхното съхранение и предаване на следващите поколения.
Това движение все още оказва влияние върху съвременната тибетска будистка практика чрез „петте велики съкровища“ на Джамгон Конгтрул Лодро Тайе и чрез „съкровището на преоткритите учения“ (Ринчен Тердзод).